# Tante Wussi
Tante Wussi és una novel·la gràfica de la guionista Katrin Bacher i del dibuixant Tyto Alba publicada el 2015 que narra una història de la bestia de la guionista d´aquest relat. Descriu en primera persona una dura història familiar entre la Guerra Civil a Mallorca i la Segona Guerra Mundial a Alemanya.

## Argument
La petita Wussi ha de partir d'Alemanya per l'imparable ascens del nazisme. En arribar a Mallorca es dedicarà a la fotografia, passió inspirada pel seu pare, que establí una botiga de fotografia. Passaren uns anys molt feliços fins que va esclatar la Guerra Civil, fet que els obliga a tornar a Alemanya sense saber que allà els espera una situació pitjor atès l'origen jueu de la seva mare.

## Premis
- Premi Ciutat de Palma de còmic el 2014.